# Манда (язык, Индия)
Манда — язык, относящийся к дравидийской семье языков. Распространён в Индии в высокогорье квартала Туамул Рампур в округе Калаханди, штат Одиша. Количество говорящих — 4040 человек (2000). Наиболее близкородственным языком является язык пенго. Язык стал известен западным учёным только в 1964 году. В настоящее время языку угрожает опасность со стороны языка Ория, носители которого являются билингвами.

## Примеры слов
- aku (мн. akux) — дедушка
- aḍra (мн. aḍraŋ) — бык
- igaro — одиннадцать
- uṭ — чувствовать жидоксть
- ugeri (мн. ugeriŋ) — приготовленный рис
- kat — резать
- kaṭ — жевать
- ta:ŋg — ходить
- beḍe — большой
- vendu: l (мн. vendu: liŋ) — язык